# Tiffany-Diamant

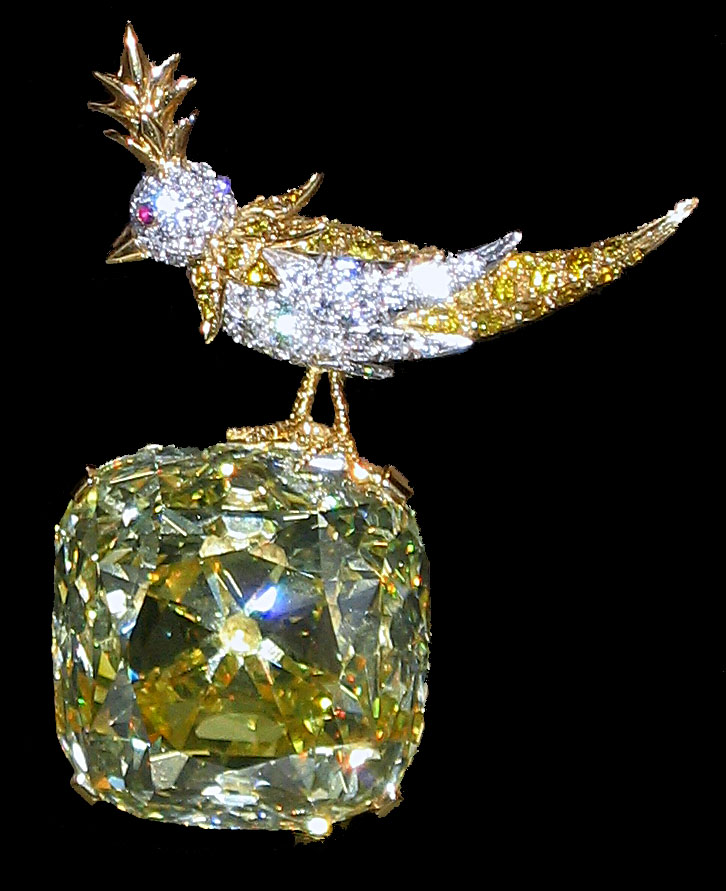
Tiffany-Diamant

Der Tiffany-Diamant ist einer der größten gelben Diamanten der Welt.
Der Diamant wog bei Entdeckung im Jahre 1878 in der Kimberley-Mine in Südafrika 287,42 Karat (57,484 g). Der Diamant wurde zu einem Schliff von 128,54 Karat (25,108 g) mit 82 Facetten verändert. Charles Lewis Tiffany erwarb den Diamanten. George Frederick Kunz schliff den Diamanten in seine gegenwärtige Form. Gegenwärtiger Eigentümer ist das amerikanische Unternehmen Tiffany & Co. 1957 trug Mary Whitehouse den Diamanten zu einem Ball des Unternehmens Tiffany & Co. 1961 trug Audrey Hepburn den Diamanten für Fotoaufnahmen des Filmes Frühstück bei Tiffany. 2019 trug Lady Gaga den Diamanten bei der 91. Verleihung der Oscars. Im Jahre 2021 war Beyoncé Werbeträgerin des Tiffany-Diamants an der Kette.